# Josese Bale
Pas d'image ? Cliquez ici

a Compétitions nationales et continentales officielles uniquement.

b Matchs officiels uniquement.
Dernière mise à jour le 2 août 2018.
Josese Baleikasavu, plus connu comme Josese Bale, né le 10 février 1976 à Waiyevo, (Taveuni, Fidji), est un joueur de rugby à XV international fidjien en évoluant au poste de pilier (1,82 m pour 113 kg).

## Carrière

### En club
- 2004 : King Country (NPC)
- Sporting nazairien rugby (Fédérale 1)

### En équipe nationale
- Josese Bale a connu sa première sélection le 5 juin 2004 contre l'équipe des Tonga

## Palmarès
- 14 sélections
- sélections par année : 2 en 2004, 8 en 2005 et 4 en 2006